# Azkoitia
Azkoitia är en kommun i Spanien.Den ligger i Gipuzkoaprovinsen i den autonoma regionen Baskien i norra delen av landet, 300 km norr om huvudstaden Madrid. Antalet invånare är 11 697 (2024). Arean är 54,71 kvadratkilometer. Azkoitia gränsar till Elgoibar, Mendaro, Deba, Azpeitia, Zumarraga, Antzuola och Bergara. 